# Tomato Torrent
Tomato Torrent is een opensource-BitTorrentclient voor Mac OS X, gebaseerd op de originele BitTorrentclient versie 4.2. Tomato wordt ontwikkeld door Sarwat Khan. De laatste versie voor Mac OS X 10.4+ is 1.5.1. Voor Mac OS X 10.2 en Mac OS X 10.3 is de laatste versie 1.5b1. Tomato maakt gebruik van Cocoa.

## Functies
- Recente downloadgeschiedenis
- Ondersteuning voor AppleScript
- Uploadgrens en -limiet instellen